# Prieto picudo
La prieto picudo es una de las principales uvas tintas de los vinos de la Denominación de Origen (DO) española León y de la D.O.P. Valles de Benavente en la provincia de Zamora. Es una variedad con mucha materia colorante, con una acidez notable y con gran cantidad de azúcar y tanino. Esta concentración da a los vinos un sabor especial y diferente.

## Regiones
La DO León incluye a varios municipios leoneses y a alguno vallisoletano. La particularidad de esta DO es el uso de sus variedades autóctonas de uvas prieto picudo (tinta), y albarín (blanca).
La D.O.P. Valles de Benavente engloba a municipios de la zona noreste de la provincia de Zamora.
La prieto picudo es autóctona de la zona de Valdevimbre, Los Oteros y la ribera del río Cea, en León y de los municipios de la zona de los valles Tera, Vidriales y Valverde en la provincia de Zamora,  y ocupa en la actualidad una extensión de 3000 hectáreas de viñedo. En la actualidad la zona se enmarca en el área de la  Según la Orden APA/1819/2007, por la que se actualiza el anexo V, clasificación de las variedades de vid, del Real Decreto 1472/2000, de 4 de agosto, que regula el potencial de producción vitícola, la prieto picudo es variedad recomendada para la región de León y está autorizada en Andalucía y Castilla-La Mancha.
Algunas bodegas que producen vino de prieto picudo en la región son: Bodegas Pobladura (Pobladura de los Oteros),  Bodegas Vinos de León (Armunia, Valdevimbre y Pajares de los Oteros), Bodegas Tampesta (Valdevimbre), Los Palomares (Valdevimbre), Leyenda del Páramo (Valdevimbre), la Cooperativa Vinícola Comarcal (en Valdevimbre), las bodegas Julio Crespo (aldea de Villalmán), Gordonzello (Gordoncillo), Dominio DosTares (Pajares de los Oteros) y Bodegas Otero (Benavente).

## Características
La uva prieto picudo se distingue fácilmente por su racimo apretado y las bayas con forma ovalada y acabada en punta, de ahí el nombre de la variedad; racimo prieto y baya con forma picuda. Su piel es negra azulada, y su sabor y aroma es dulce e intenso.
Las cepas viejas tienen la cabeza enterrada y las ramas extendidas sobre el suelo, algo completamente inusual. Esto hace que su poda sea diferente a cualquier otra, mucho más sacrificada, la disposición de las ramas te obliga a realizarla de rodillas, es la famosa y única poda en rastra.
Se planta en espaldera, para mejorar su producción, sin que se haya establecido que tipo de poda es la más conveniente, lo más seguro es pulgar y vara, que garantiza una buena producción, pero tiene el inconveniente de un bien hacer en la poda y posterior atado.

## Vinos
Los vinos varietales de esta uva tienen características similares a los de tempranillo. Da lugar a vinos muy aromáticos y personales, aunque algo ligeros con respecto al color.
Con esta uva se produce un "vino de aguja", elaborado con el método "madreo". El proceso de este vino consiste en provocar una segunda fermentación lenta, que mejora su calidad, dándole el típico picante del CO2 natural disuelto, sin llegar a ser espumoso. Esta segunda fermentación se consigue añadiendo a los mostos, uvas escogidas y enteras de prieto picudo. Se requiere en todo el proceso la mayor proporción posible de uva prieto picudo.